# Шиммель, Шони
Шони Шиммель (англ. Shoni Schimmel; родилась 4 мая 1992 года в Пендлтоне, штат Орегон, США) — американская профессиональная баскетболистка, которая выступает в женской национальной баскетбольной ассоциации за клуб «Лас-Вегас Эйсес». Она была выбрана на драфте ВНБА 2014 года под восьмым номером командой «Атланта Дрим». Играет на позиции разыгрывающего и атакующего защитников.

## Ранние годы
Шони родилась 4 мая 1992 года в небольшом городе Пендлтон (штат Орегон) в семье Рика Шиммеля и Сесили Мозес, у неё есть четыре брата, Мик, Милан, Сент и Сан, и две сестры, Шей и Джуд. Училась в соседнем городке Хермистон в одноимённой средней школе, затем уехала в Портленд, где посещала среднюю школу имени Бенджамина Франклина, в которых выступала за местные баскетбольные команды.